# Aeropuerto Internacional José María Córdova
Aeropuerto Internacional José María Córdova is na Aeropuerto Internacional El Dorado de grootste luchthaven van Colombia en is gelegen nabij Medellín in Rionegro. Vanaf de luchthaven kan worden gevlogen naar Noord-Amerika, Centraal-Amerika, Zuid-Amerika, de Caraïben en Spanje.

## Geschiedenis
Op 29 augustus 1985 werd de luchthaven geopend als toevoeging bij Aeropuerto Olaya Herrera waarmee grotere vliegtuigen konden landen. De eerste jaren waren er veel vliegbewegingen, omdat Olaya Herrera tussen 1986 tot 1991 gesloten was, later nam dit wat af. Nu functioneert de luchthaven vooral voor binnenlandse vluchten, maar is er ook een ruim internationaal netwerk.
In januari 2006 landde er een Airbus A380 op de luchthaven op technische tests uit te voeren voor de motoren. Dit was de eerste keer dat dit type in Zuid-Amerika landde. In augustus 2019 werd een nieuwe snelweg geopend om reistijd naar de luchthaven te verkorten, dit kostte zo’n 1,1 miljard Colombiaanse peso.

### Renovatie

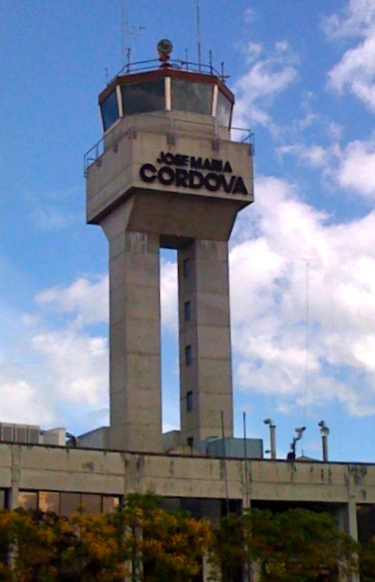
Verkeerstoren van de luchthaven

In 2017 werd ook begonnen aan een verdere renovatie en uitbreiding van de luchthaven. Door de uitbreiding konden er zowel meer vracht als passagiers vervoerd worden.

## Luchtvaartmaatschappijen en bestemmingen

### Passagiers

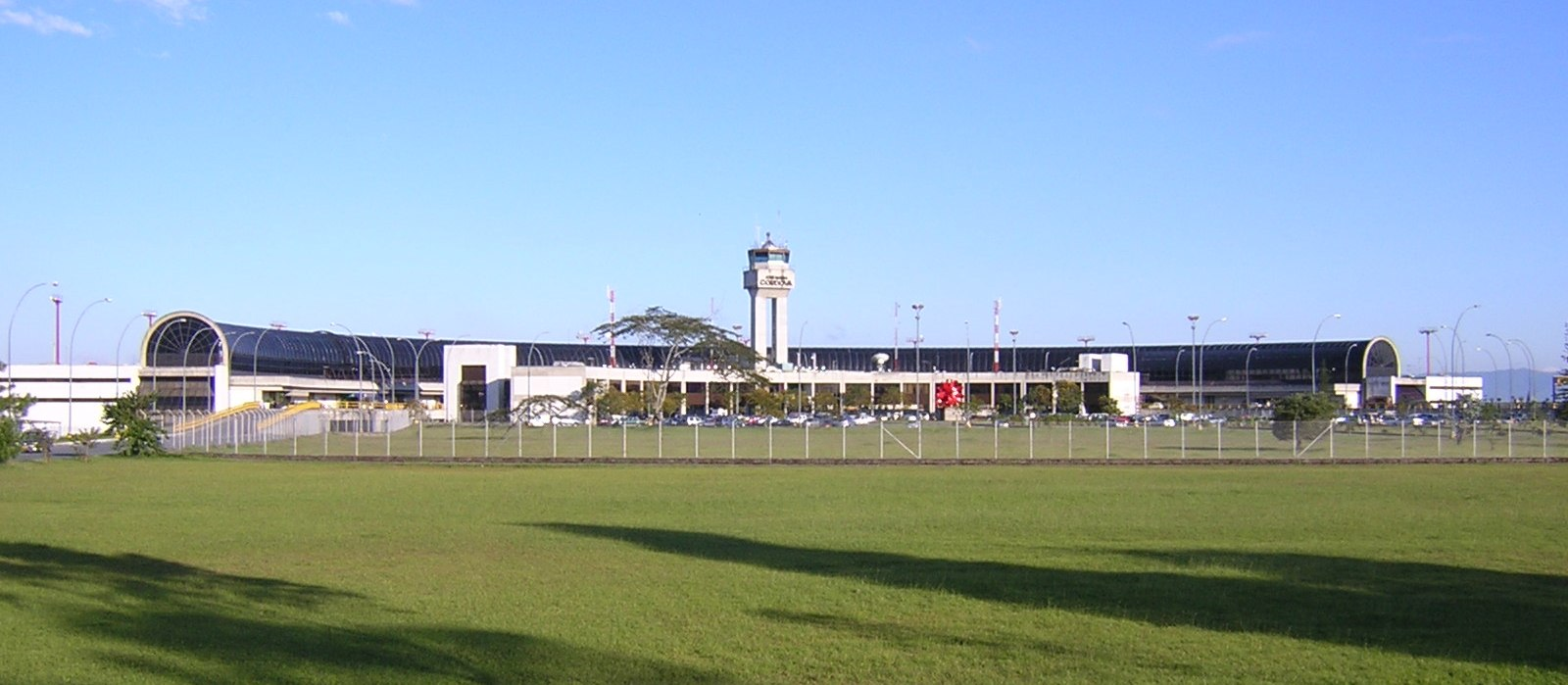
Zicht op terminal van de luchthaven

Vanaf Aeropuerto Internacional José María Córdova kan worden gevlogen naar de volgende bestemmingen met de volgende luchtvaartmaatschappijen (februari 2025):
| Luchtvaartmaatschappij | Bestemmingen |
| ---------------------- | --- |
| Aeroméxico             | Mexico-Stad |
| Air Europa             | Madrid |
| American Airlines      | Miami |
| Arajet                 | Punta Cana, Santiago de los Caballeros, Santo Domingo |
| Avianca                | Armenia, Barranquilla, Bogotá, Bucaramanga, Buenos Aires, Cali, Cancún, Cartagena, Cúcuta, Fort Lauderdale (vanaf 30 maart 2025), Madrid, Mexico-Stad, Miami, Montería, New York, Pereira, Punta Cana, Riohacha, San Andrés, San Juan, Santa Marta, São Paulo Seizoensgebonden: Lima (hervat 4 juni 2025), Oranjestad (hervat 2 juni 2025), Orlando (hervat 1 juni 2025), Santiago |
| Avianca Costa Rica     | San José |
| Avianca Ecuador        | Quito Seizoensgebonden: Guayaquil |
| Avianca El Salvador    | Panama-Stad, San Salvador |
| Avior Airlines         | Caracas |
| Copa Airlines          | Panama-Stad |
| JetBlue                | Fort Lauderdale, San Juan |
| JetSmart               | Santiago |
| JetSmart Colombia      | Barranquilla, Bogotá, Cali, Cartagena, Cúcuta, Montería, San Andrés, Santa Marta |
| JetSmart Perú          | Lima |
| LATAM Colombia         | Barranquilla, Bogotá, Cali, Cartagena, Montería, Pereira, San Andrés, Santa Marta (eindigt 30 maart 2025) |
| LATAM Perú             | Lima |
| Spirit Airlines        | Fort Lauderdale, Orlando |
| United Airlines        | Houston |
| Wingo                  | Balboa, Barranquilla, Bogotá, Caracas, Cartagena, Oranjestad, Punta Cana, San José, Santa Marta, Santo Domingo Seizoensgebonden: Cancún (hervat 18 juni 2025), Willemstad (hervat 18 juni 2025) |
| Z Air                  | Willemstad |

### Vracht
Daarnaast heeft de luchthaven vrachtverbindingen met de volgende luchthavens:
| Luchtvaartmaatschappij | Bestemmingen                                               |
| ---------------------- | ---------------------------------------------------------- |
| AeroUnion              | Miami                                                      |
| Amerijet International | Miami                                                      |
| Atlas Air              | Miami, San Juan                                            |
| Avianca Cargo          | Bogotá, Cali, Lima, Manaus, Miami, San José, Santo Domingo |
| FedEx Express          | Miami                                                      |
| LATAM Cargo Brasil     | Miami                                                      |
| LATAM Cargo Chile      | Miami                                                      |
| LATAM Cargo Colombia   | Miami                                                      |

## Statistieken

### Passagiers
| Jaar | Aantal     | Toe-/afname | Jaar | Aantal    | Toe-/afname |
| ---- | ---------- | ----------- | ---- | --------- | ----------- |
| 2023 | 11.779.828 | 10,9%       | 2013 | 6.557.185 | 29,1%       |
| 2022 | 13.214.155 | 48,8%       | 2012 | 5.077.540 | 36,7%       |
| 2021 | 7.916.655  | 156,6%      | 2011 | 3.714.907 | 4,9%        |
| 2020 | 3.085.635  | 66,5%       | 2010 | 3.541.020 | 30,2%       |
| 2019 | 9.205.009  | 14,5%       | 2009 | 2.719.311 | 14,9%       |
| 2018 | 8.036.411  | 5,5%        | 2008 | 2.367.555 | 1,4%        |
| 2017 | 7.619.740  | 0,8%        | 2007 | 2.335.754 | 3,9%        |
| 2016 | 7.684.593  | 11,3%       | 2006 | 2.247.389 | 5,9%        |
| 2015 | 6.903.820  | 5,6%        | 2005 | 2.123.163 | 3,3%        |
| 2014 | 6.535.443  | 0,3%        | 2004 | 2.056.371 |             |

### Drukste bestemmingen

#### Binnenlandse bestemmingen
| Positie | Stad         | Passagiers |
| ------- | ------------ | ---------- |
| 1       | Bogotá       | 3.151.329  |
| 2       | Cartagena    | 955.438    |
| 3       | Santa Marta  | 763.714    |
| 4       | San Andrés   | 670.265    |
| 5       | Cali         | 625.338    |
| 6       | Barranquilla | 406.153    |
| 7       | Montería     | 324.978    |
| 8       | Cúcuta       | 127.062    |
| 9       | Pereira      | 29.310     |
| 10      | Apartadó     | 7.244      |

#### Drukste internationale bestemmingen
| Positie | Stad                              | Passagiers |
| ------- | --------------------------------- | ---------- |
| 1       | Panama-Stad, Panama               | 386.499    |
| 2       | Miami, Verenigde Staten           | 249.167    |
| 3       | Fort Lauderdale, Verenigde Staten | 172.929    |
| 4       | Madrid, Spanje                    | 85.894     |
| 5       | San Salvador, El Salvador         | 63.614     |
| 6       | New York, Verenigde Staten        | 63.475     |
| 7       | Lima, Peru                        | 63.276     |
| 8       | Mexico-Stad, Mexico               | 62.774     |
| 9       | Atlanta, Verenigde Staten         | 56.857     |
| 10      | Balboa, Panama                    | 53.809     |

## Incidenten en ongevallen
- Op 13 mei 1993 crashte SAM Colombia vlucht 501 tegen een berg tijdens de nadering op de luchthaven. Alle 132 personen aan boord kwamen om het leven.[9]
- Op 21 december 1996 crashte een Antonov An-32B tijdens de nadering op de luchthaven. Alle vier inzittenden kwamen om het leven.[10]
- Op 22 december 1998 crashte een Antonov An-32B tijdens de nadering op de luchthaven. Alle vijf inzittenden kwamen om het leven. Het ongeval is vrijwel hetzelfde verlopen als de crash in 1996.[11]
- Op 15 oktober 2004 moest een Douglas DC-3 uitwijken naar luchthaven Olaya Herrera vanwege slecht zicht. Bij de nadering raakte het toestel elektriciteitslijnen en crashte. Alle drie inzittenden kwamen om.[12]
- Op 7 juni 2006 gleed een Boeing 747-200F van de baan nadat er een motor stopte met werken. Niemand raakte gewond, maar het toestel was afgeschreven.[13]
- Op 28 november 2016 crashte LaMia Airlines-vlucht 2933 bij de nadering op de luchthaven. In de AVRO RJ-85 zat het voetbalteam van Associação Chapecoense de Futebol dat opweg was naar de finale van de Zuid-Amerika Cup. 71 mensen kwamen om, 6 personen overleefden de crash.[14]